# Chirchgmeindhuus Ochseschüür

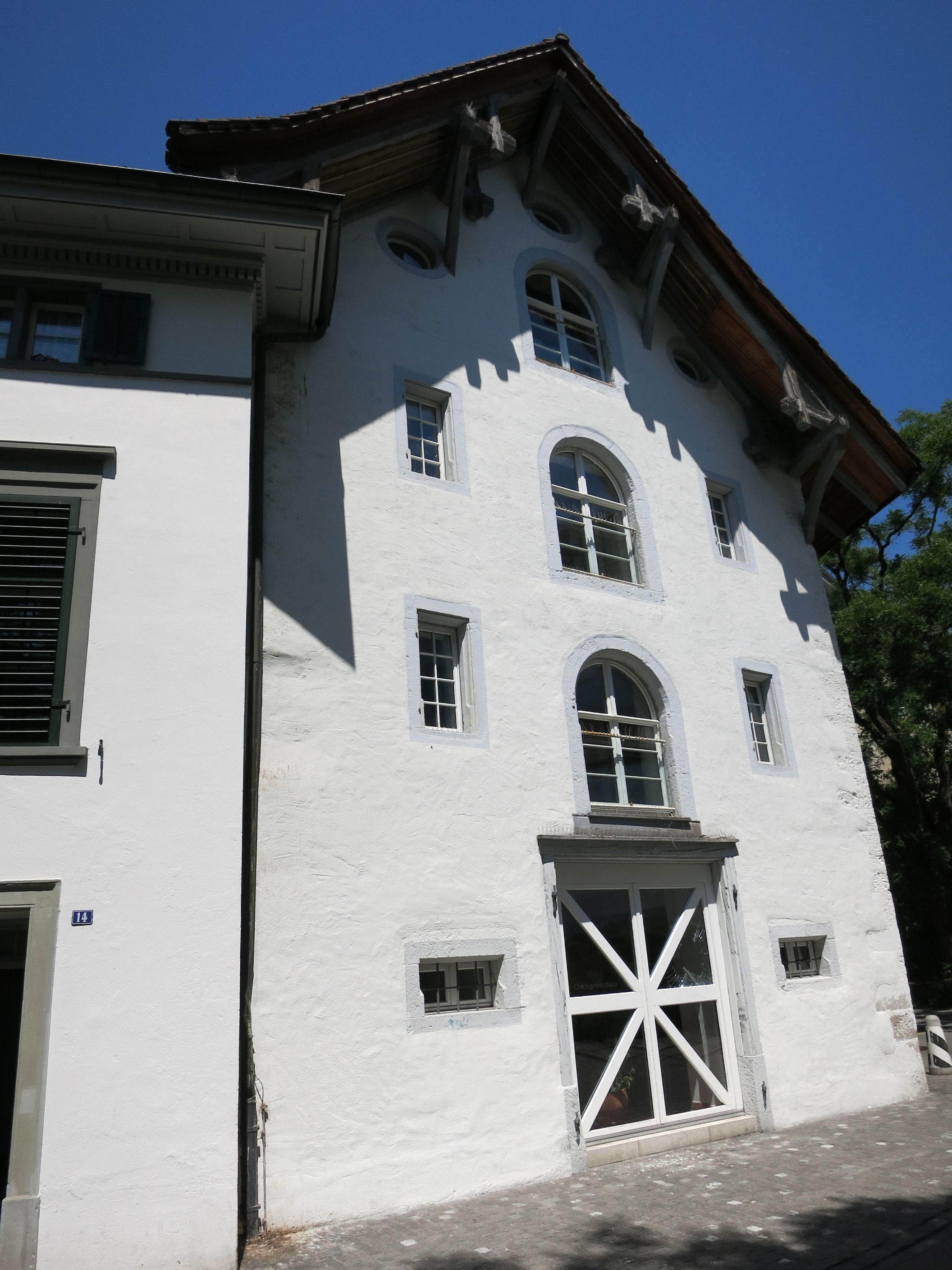
«Ochseschüür»

Das Chirchgmeindhuus «Ochseschüür» (Kirchgemeindehaus Ochsenscheune) ist ein Gemeindehaus und Kulturdenkmal in Schaffhausen. Das mit 1544 datierte Gebäude der Frührenaissance ist im Kulturgüterschutz-Inventar der Schweiz als «Kulturgut von regionaler Bedeutung» (B-Objekt, KGS-Nr. 14478) klassifiziert.

## Lage
Das Gebäude (Pfrundhausgasse Nr. 3) steht an der nordwestlichen Ecke des «Kirchhofplatzes». Mit den Häusern «Zum Oberen Höfli» (B-Objekt, KGS-Nr. 14452), «Zum Untern Höfli» von 1544 und «Zum Kleinen Höfli» prägt es die Nordseite des städtischen Platzes. Schräggegenüber der «Pfrundhausgasse» steht das «Alterszentrum Kirchhofplatz», ein grundlegend renoviertes Gebäude des ehemaligen Klosters St. Agnesen.

## Geschichte
Das Kloster St. Agnesen wurde nach zwei Bränden bis 1400 wiederaufgebaut. Nach der Reformation bezog das Spital zum Heilgen Geist 1542 die Räumlichkeiten des aufgehobenen Klosters. Zwei Jahre später erbaute das Spital vermutlich die «Ochseschüür» als Ökonomiegebäude. Diese diente bis ins 19. Jahrhundert hinein als Pferdestallung und Heuboden. Später erfolgten verschiedene Umnutzungen. Lange Zeit wurde sie als Magazin für Feuerwehr und Bauamt verwendet; sie diente der Stadtschreinerei und als Autogarage.
1993 wurde die Liegenschaft im Baurecht an die evangelisch-reformierten Kirchgemeinden in der Stadt Schaffhausen abgegeben. Nach einem Umbau wurde sie im Juni 1994 als Kirchgemeindehaus eröffnet.

## Namensgebung
Der Name «Ochseschüür» wurde neu gebildet, «seine Herleitung ist unbekannt». Nach einer anderen Darstellung soll er auf die Nutzung als Ökonomiegebäude hindeuten. (abgerufen am 20. November 2020) Namensgebend für die Gasse war ein Pfrundhaus.
Im Volksmund werden das Bundeshaus in Bern, das Regierungsgebäude (Freihof) des Kantons Basel-Landschaft in Liesthal und Gemeindehäuser der politischen Gemeinden als «Ochseschüür» bezeichnet.

## Beschreibung
Das Bauwerk ist ein viergeschossiges, langgestrecktes Gebäude der Frührenaissance. Die Inschrift über der mittleren Rundbogentüre datiert es auf «1544». Traufständig zur «Pfrundhausgasse» zeigt es acht Fensterachsen. Die «markante» Giebelfront ist zum «Kirchhofplatz» ausgerichtet. Das Dachgeschoss wurde für Seminarräume ausgebaut.

## Fussnoten
1. ↑  Informationstafel am Gebäude.
2. ↑  ggsh.ch: Kirchgemeinde Ochseschüür. (Memento des Originals vom 28. November 2020 im Internet Archive)  Info: Der Archivlink wurde automatisch eingesetzt und noch nicht geprüft. Bitte prüfe Original- und Archivlink gemäß Anleitung und entferne dann diesen Hinweis.

Koordinaten: 47° 41′ 50,1″ N, 8° 38′ 10,5″ O; CH1903: 689900 / 283647